# 宫鲁鸣
宫鲁鸣（1957年8月29日—），山东牟平人，中国篮球运动员、教练员，曾多次担任中国男子及女子籃球隊主教练。

## 生平
宫身高172厘米，启蒙时期进入徐州业余体校。1974年入选江苏青年篮球队，司职组织后卫，不久进入江苏一线队，1981年、1985年和1988年三次入选中国男篮，曾参加汉城奥运会，为主力后卫孙凤武的替补。
退役后，宫于1991年任国家男篮助理教练，协助蒋兴权工作。1995年任国家男篮主教练，率队在历史上首次打入奥运会前八名；1999年起任中国女篮主教练。2014年起担任中国男篮主教练。
2015年率领中国男篮获得2015年亚洲篮球锦标赛冠军。
2025年2月，宫鲁鸣再次出任中国女篮主教练。

## 外部連結
- 宫鲁鸣在fiba.basketball（英语）
- 宫鲁鸣在fiba.basketball（英语）
- 宫鲁鸣在archive.fiba.com（archived）（英语）
- 宫鲁鸣在archive.fiba.com（archived）（英语）
- 宫鲁鸣在Basketball-Reference.com（國際）（英语）
- 宫鲁鸣在Eurobasket.com（教練）（英语）
- 宫鲁鸣在RealGM（英语）
- 宫鲁鸣在Olympedia（英语）
- 宫鲁鸣在Chinese Olympic Committee (archived)（英语）